# Isolina Rondón
Isolina Rondón (11 de abril de 1913 — 2 de outubro de 1990) foi uma ativista política. Foi uma das poucas testemunhas do assassinato de quatro nacionalistas cometidos por agentes da polícia local em Porto Rico durante um confronto com os apoiantes do Partido Nacionalista, que ocorreu em 24 de outubro de 1935, e que é conhecido como o massacre de Río Piedras. Rondón se juntou ao movimento político e se tornou tesoureira do Partido Nacionalista de Porto Rico, que encenou várias revoltas em Porto Rico contra o governo colonial dos Estados Unidos em 1950.

## Primeiros anos
Rondón nasceu no Río Piedras, Porto Rico e foi criada por ela mesma após a morte de seu pai. A mãe dela era dona de casa e às vezes ajudou-a. Depois, Rondón começou sua educação primária em sua cidade natal e depois de concluir o oitavo ano, frequentou uma escola de secretariado. Passou a estudar na Universidade de Porto Rico, onde ela trabalhava no escritório do Decano de Ciências Sociais.
O primo dela era membro da facção do Partido União de Porto Rico que acreditava na independência de Porto Rico. Em 17 de setembro de 1922, três organizações políticas se uniram e formaram o Partido Nacionalista de Porto Rico. O primo dela seguia José Coll y Cuchí, ex-membro do Partido União (Porto Rico) e fundador do Partido Nacionalista. Em 1924, o Dr. Pedro Albizu Campos se juntou ao partido e foi nomeado vice-presidente. Rondón foi influenciada pelos ideais políticos de seus primos.